# Johan Hegg
Johan Hegg (ur. 29 kwietnia 1973 w Sztokholmie) – szwedzki wokalista zespołu Amon Amarth. W 1991 roku dołączył do grupy Scum, która potem zmieniła nazwę na Amon Amarth. Pisząc teksty, wzoruje się na mitologii nordyckiej. Czerpie inspiracje od Jamesa Hetfielda i Toma Arayi.

## Dyskografia
- Purgatory - Blessed with Flames of Hate (2000, gościnnie)[3]
- The Project Hate MCMXCIX - The Lustrate Process (2009, gościnnie)[4]
- Evocation - Illusions of Grandeur (2012, gościnnie)[5]

## Filmografia
- Death Metal: A Documentary (2003, film dokumentalny, reżyseria: Bill Zebub)